# Aratinga de Cuba
L'aratinga de Cuba (Aratinga euops) és una espècie d'ocell de la família dels psitàcids que habita boscos i camp obert a Cuba i l'illa de la Juventud.